# Menthonnex-en-Bornes
Menthonnex-en-Bornes ist eine französische Gemeinde im Département Haute-Savoie in der Region Auvergne-Rhône-Alpes.

## Geographie
Menthonnex-en-Bornes liegt auf 800 m, etwa 17 Kilometer nördlich der Stadt Annecy (Luftlinie). Die Streusiedlungsgemeinde erstreckt sich an aussichtsreicher Lage auf der Westabdachung des Hochplateaus von Bornes, über dem Tal der Usses, südlich des Salève, im Genevois.
Die Fläche des 8,48 km² großen Gemeindegebiets umfasst einen Abschnitt im Bereich des Bornes-Plateaus. Die westliche Grenze verläuft entlang den Usses, einem linken Seitenfluss der Rhone. Dieses Gewässer fließt in einem breiten Tal nach Süden und trennt den Kamm des Salève vom östlich gelegenen Bornes-Plateau. Von der Talniederung erstreckt sich der Gemeindeboden nach Osten über einen relativ sanft geneigten Hang bis auf das Hochplateau, auf dem mit 964 m die höchste Erhebung von Menthonnex-en-Bornes erreicht wird. Mehrere Seitenbäche des Usses entwässern das Plateau in leicht eingeschnittenen Erosionsrinnen, darunter auch der Ruisseau du Grand Verray, der die südliche Gemeindegrenze bildet.
Zu Menthonnex-en-Bornes gehören neben dem eigentlichen Dorf auch zahlreiche Weilersiedlungen und Gehöfte, darunter (von Norden nach Süden): 
- La Rippe (840 m)
- Les Margolliets (795 m)
- La Côte (825 m)
- Le Trosset (847 m)
- Les Petits Pierres (840 m)
- Peguin (880 m)

Nachbargemeinden von Menthonnex-en-Bornes sind Le Sappey und Arbusigny im Norden, Évires im Osten, Groisy im Süden sowie Villy-le-Bouveret und Vovray-en-Bornes im Westen.

## Geschichte
Menthonnex-en-Bornes (früher nur Menthonnex genannt) wurde im 15. Jahrhundert erstmals schriftlich erwähnt.

## Sehenswürdigkeiten
Die Dorfkirche von Menthonnex-en-Bornes wurde im Stil der Neugotik errichtet. Sehenswert ist auch die Kapelle Notre Dame de la Salette.

## Bevölkerung
| Jahr                       | 1962 | 1968 | 1975 | 1982 | 1990 | 1999 |
| Einwohner                  | 367  | 262  | 270  | 313  | 419  | 610  |
| Quellen: Cassini und INSEE |      |      |      |      |      |      |

Mit 1109 Einwohnern (Stand 1. Januar 2022) gehört Menthonnex-en-Bornes zu den kleinen Gemeinden des Département Haute-Savoie. In der ersten Hälfte des 20. Jahrhunderts nahm die Bevölkerungszahl kontinuierlich ab (1901 zählte Menthonnex-en-Bornes noch 633 Einwohner). Seit Beginn der 1970er Jahre wurde jedoch wieder eine deutliche Bevölkerungszunahme verzeichnet.

## Wirtschaft und Infrastruktur
Menthonnex-en-Bornes ist noch heute ein vorwiegend durch die Landwirtschaft geprägtes Dorf. Daneben gibt es einige Betriebe des lokalen Kleingewerbes. Einige Erwerbstätige sind Wegpendler, die in den größeren Ortschaften der Umgebung sowie im Raum Genf-Annemasse und Annecy ihrer Arbeit nachgehen.
Die Ortschaft liegt abseits der größeren Durchgangsstraßen an einer Departementsstraße, die von Cruseilles über das Bornes-Plateau nach La Roche-sur-Foron führt. Weitere Straßenverbindungen bestehen mit Arbusigny, Villy-le-Bouveret und Groisy. Der nächste Anschluss an die Autobahn A41 befindet sich in einer Entfernung von rund 11 km.